# Куфштайн
Ку́фштайн (нім. Kufstein) — місто в Австрії, адміністративний центр округу Куфштайн у землі Тіроль. Куфштайн знаходиться на висоті 499 м над рівнем моря і займає площу 39,37 км². Громада налічує 17550 мешканців. Густота населення — 446/км².  
Куфштайн — друге за кількістю населення місто Тіролю. Визначною спорудою міста є Куфштайська фортеця, перша згадка про яку датується XIII століттям, замок Тірберґ. 
|                                   |
| Куфштайн на мапі округу та землі. |

```
Адреса управління громади: Unterer Stadtplatz 22, 6330 Kufstein.
```

## Демографія
Історична динаміка населення міста за даними сайту Statistik Austria

## Відомі особи

### Народились
- Христіан Планер — стрілець, олімпійський медаліст.
- Карл Вендлінгер — автогонщик.

### Проживали
- Отто Вільгельм Ран — німецький письменник, історик-медієвіст, археолог, арманіст, оберштурмфюрер СС, пошуковець Святого Ґрааля.

### Українці міста
- Дашкевич Роман — галицький український політичний і військовий діяч, генерал-хорунжий армії УНР, правник; помер у місті.
- Софія Парфанович — українська лікарка, працювала в місті.[5]

#### Табір репатрійованих у Куфштайні[6]
- Ласовський Володимир — перебував у таборі  в місті[7]
- доктор Гамерський Володимир — український галицький лікар, вояк УГА, громадський діяч в Бучачі;[8] помер у таборі в Куфштайні
- Воронюк Володимир — український художник, поет, прозаїк.

## Міста-побратими/Спонсорські міста
- Фрауенфельд, Швейцарія
- Роверето, Італія
- Амасья, Туреччина
- Бережани, Україна